# Список заслуженных мастеров спорта СССР (художественная гимнастика)
Заслуженный мастер спорта СССР — почётное пожизненное спортивное звание в СССР.
| 1964 год |                                   |            |  |            |                    |  |
| 1        | Назмутдинова Лилия Беляловна      | ??.03.1964 |  | Свердловск | «Трудовые резервы» |  |
| 1        | Бирюк-Кучеравлюк Елена Васильевна | ??.03.1964 |  | Киев       |                    |  |

## 1964
- Савинкова, Людмила Петровна

## 1968
- Аверкович, Эльвира Петровна 1936
- Кравченко, Татьяна Викторовна

## 1970
- Парадиева-Середа, Любовь Алексеевна 1945[2]

## 1972
- Гигова, Мария (Болгария)

## 1973
- Шугурова, Галима Ахметкареевна

## 1974
- Качкалда, Людмила Витальевна 18.5.1949 — 30.06.2010

## 1977
- Дерюгина, Ирина Ивановна

## 1978
- Васюра, Жанна Петровна
- Назарова-Засухина Алла Андреевна
- Каштанова, Наталья Анатольевна
- Крыленко (Логвинова), Галина Александровна 29.02.1954
- Кучинская, Мария Александровна 1950[3]
- Назмутдинова, Альфия Биляловна

## 1979
- Щёголева, Ольга Владимировна 15.7.1958[4]

## 1987
- Лобач, Марина Викентьевна
- Томас, Елена Викторовна 1962[5]

## 1989
- Белоглазова-Энден, Галина Павловна
- Карпухина (Дорофеева), Елена Алексеевна
- Скалдина, Оксана Валентиновна
- Тимошенко, Александра Александровна

## 1991
- Затуливетер, Янина Михайловна 23.03.1972-16.08.2005[6],[7]
- Костина, Оксана Александровна
- Пуусеп, Наталья[8]

## 1992
- Артеменко, Светлана Александровна 1975[9]
- Савенкова, Светлана Анатольевна 1975[10]

## Год присвоения неизвестен
- Девина, Ирина Владимировна 1959[11]
- Дручинина, Татьяна Рудольфовна